# Андрияшевич, Франко
Франко Андрияшевич (хорв. Franko Andrijašević; родился 22 июня 1991 года в Сплите, Хорватия) — хорватский футболист, полузащитник клуба «Чжэцзян Гринтаун». Выступал в сборной Хорватии.

## Клубная карьера
Андрияшевич — воспитанник клуба «Хайдук» из своего родного города. 13 мая 2010 года в матче против загребского «Кроации» он дебютировал во чемпионате Хорватии. Летом 2011 года Франко для получения игровой практики на правах аренды перешёл в «Дугополе». Летом 2012 года Андрияшевич вернулся в «Хайдук». 29 июля в поединке против «Сплита» он забил свой первый гол за команду. В 2013 году Франко помог клубу завоевать Кубок Хорватии.
Летом 2014 года Андрияшевич перешёл в загребское «Динамо». 18 июля в матче против «Славен Белупо» он дебютировал за новую команду. В этом же поединке Франко забил свой первый гол за «Динамо».
В начале 2015 года Андрияшевич на правах аренды перешёл в клуб «Локомотива». 7 февраля в матче против своей предыдущей команды «Динамо» он дебютировал за «железнодорожников». 21 февраля в поединке против своего родного «Хайдука» Франко забил свой первый гол за «Локомотива». 2 апреля 2016 года в матче против «Истра 1961» он сделал хет-трик.
Летом 2016 года Андрияшевич вернулся из аренды и был продан в «Риеку». 21 августа в матче против бывшего клуба «Хайдука» он дебютировал за новый клуб. В этом же поединке Франко забил свой первый гол за «Риеку». По итогам сезона он стал одним из лучших бомбардиров сезона с 16 голами. Летом 2017 года Андрияшевич перешёл в бельгийский «Гент». 30 июля в матче против «Сент-Трюйдена» он дебютировал в Жюпиле лиге. В этом же поединке Франко забил свой первый гол за «Гент».

## Международная карьера
В 2010 году в составе юношеской сборной Хорватии Андрияшевич принял участие в юношеском чемпионате Европы во Франции. На турнире он сыграл в матчах против Испании, Италии, Португалии и Франции. В поединках против испанцев и португальцев Франко забил по голу.
В 2011 году в составе молодёжной сборной Хорватии Андрияшевич принял участие в молодёжном чемпионате мира в Колумбии. На турнире он сыграл в матчах против Саудовской Аравии, Нигерии и Гватемалы.
6 февраля 2013 года в товарищеском матче против сборной Южной Кореи Андрияшевич дебютировал за сборной Хорватии, заменив во втором тайме Огнена Вукоевича. 11 января 2017 года в поединке против команды Чили Франко забил свой первый гол за национальную команду.

### Голы за сборную Хорватии
| #   | Дата           | Место                                | Противник | Счёт | Результат | Соревнование      |
| --- | -------------- | ------------------------------------ | --------- | ---- | --------- | ----------------- |
| 01. | 11 января 2017 | Гуанкси Спортс Сентр, Наньнин, Китай | Чили      | 1:1  | 1:1       | Товарищеский матч |

## Достижения
Командные
 «Хайдук» (Сплит)
- Обладатель Кубка Хорватии — 2012/2013

Индивидуальные
- Надежда года в Хорватии — 2012